# Matija Benčan
Matija Benčan, slovenski športni učitelj, * 2. marec 1866, Ljubljana, † 16. november 1945, Celje.
Matija Benčan je bil na Slovenskem začetnik tekmovalne rokoborbe in dviganja uteži. Od 1884 je bil član ljubljanskega Sokola, kjer je postal 1890 prvi poklicni slovenski društveni učitej in načelnik. Ko je Češka sokolska zveza ob telovadnih razpisala še samostojne tekme v borilnih veščinah, je 1891 nastopil v Pragi in zmagal v borilnem metanju; z velikim uspehom se je izkzal tudi 1894 in 1896. Po letu 1893 je deloval v Celju in se ukvarjal tudi z atletiko.